# 马鞭草科
马鞭草科（Verbenaceae）為脣形目下的一科，成員物種大多為热带植物。本科成員形態包含喬木、灌木，以及草本植物。本科物種单叶对生；花两性，花冠合瓣，合成钟状、杯状或筒状，也有二唇形的；果实为蒴果和核果。部分成員具有芳香氣味。
近年來，系统发生学證據顯示許多曾被劃入马鞭草科的屬，應重新劃入唇形科。現今本科共包含了35屬1,200餘種。有的分类法将海榄雌属单独列为一科，或划入爵床科。
本科較具經濟價值的物種包含：
- Lemon verbena（英语：Lemon verbena） (Aloysia citrodora, Aloysia triphylla)，具有芳香
- 马鞭草, Vervaine（英语：Vervaine） (Verbena officinalis)
- 马鞭草属：有時用於草藥醫學或觀賞

## 下級屬別
目前被劃分於該科下面的屬別有：

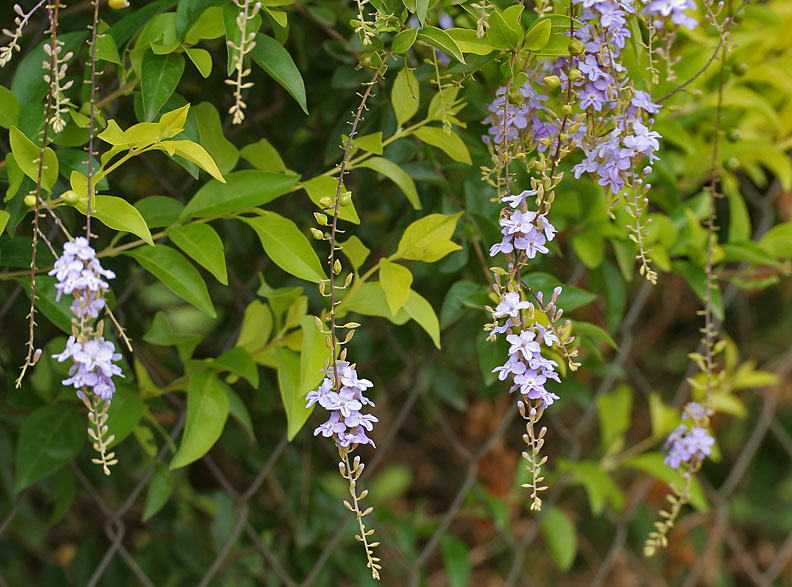
金露花（Duranta erecta）

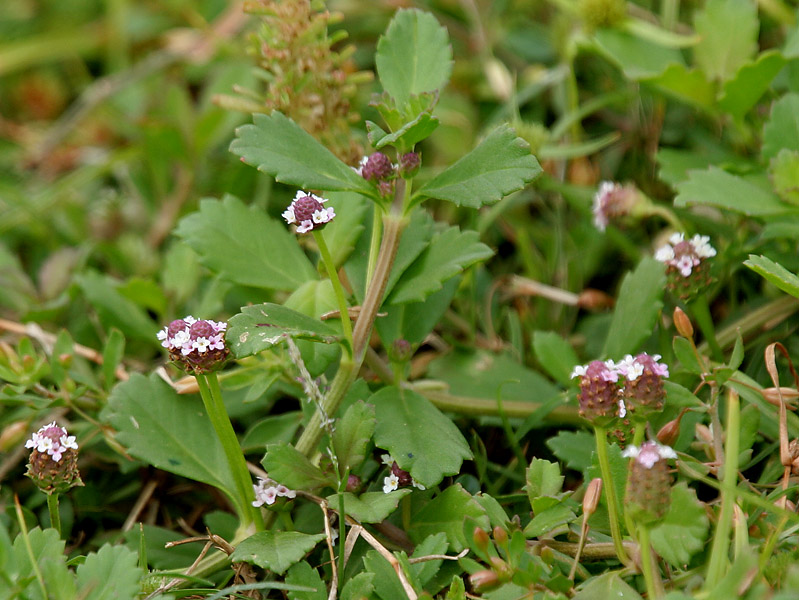
过江藤（Phyla nodiflora）

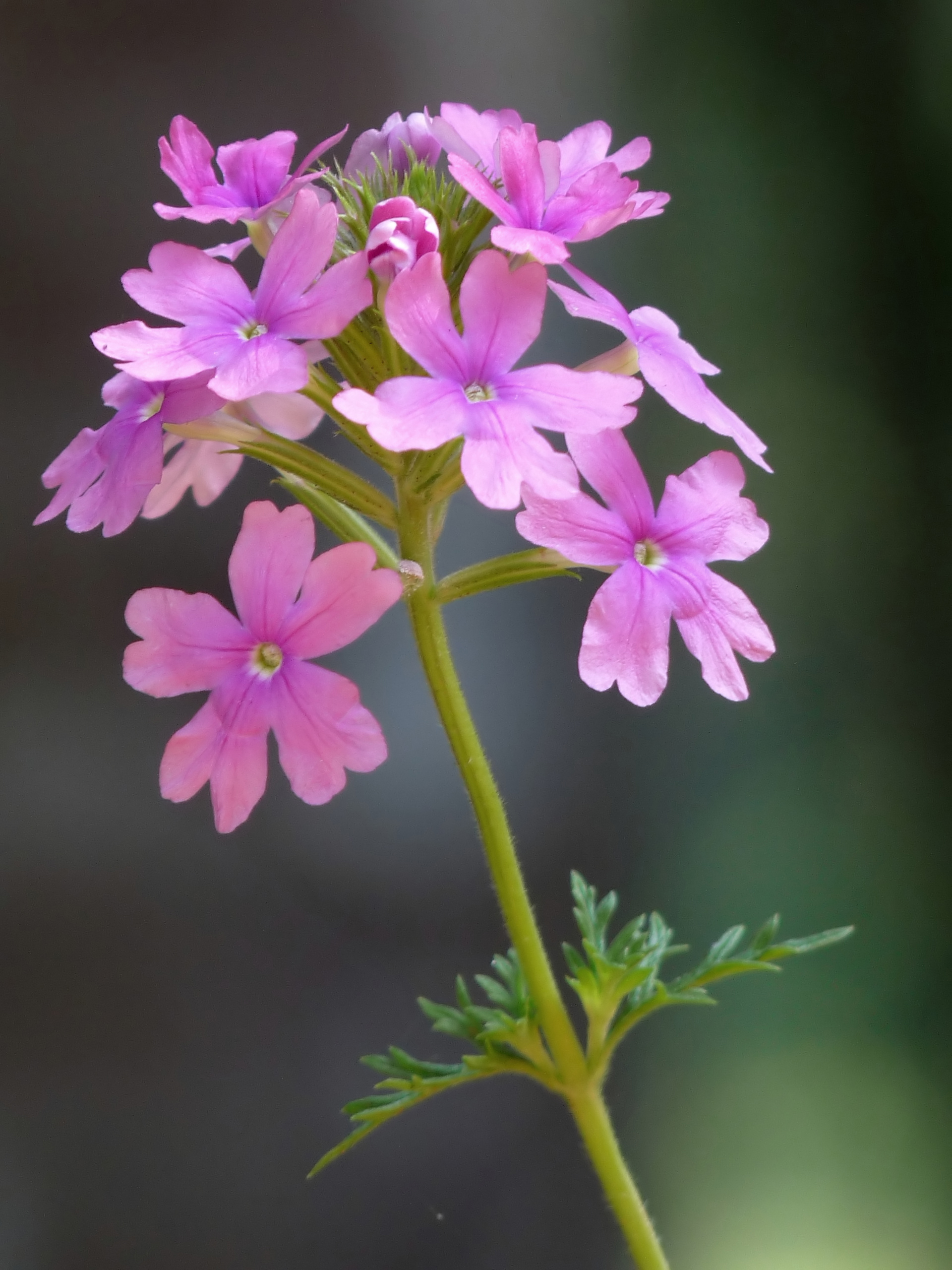
Glandularia pulchella in Kerala

- Acantholippia（西班牙语：漠缨丹属） Griseb.
- Aloysia Palau – beebrushes
- Baillonia（西班牙语：Baillonia） Bocq.
- Bouchea（西班牙语：Bouchea） Cham.
- Burroughsia
- Casselia（西班牙语：Casselia） Nees & Mart.
- Chascanum（西班牙语：Chascanum） E.Mey
- Citharexylum L. – fiddlewoods
- Coelocarpum（西班牙语：Coelocarpum） Balf.f.
- Diostea（西班牙语：Diostea） Miers
- Dipyrena Hook.
- 金露花属 Duranta L.
- Glandularia（英语：Glandularia） J.F.Gmel.
- Hierobotana（西班牙语：Hierobotana） Briq.
- Junellia（西班牙语：Junellia） Moldenke
- Lampayo（西班牙语：Lampayo） F.Phil. ex Murillo
- 马缨丹属 Lantana L. – shrub verbenas, lantanas
- 过江藤属 Lippia L.
- Mulguraea（西班牙语：Mulguraea） N.O'Leary & P.Peralta
- Nashia（英语：Nashia） Millsp.（英语：Charles Frederick Millspaugh）
- Neosparton（西班牙语：Neosparton） Griseb.
- Parodianthus（西班牙语：Parodianthus） Tronc.
- 紫霞藤属 Petrea L. – sandpaper vines
- 鸭舌黄属 Phyla Lour. – fogfruits
- Pitraea（西班牙语：Pitraea） Turcz.
- Priva（英语：Priva） Adans.
- Recordia（西班牙语：Recordia） Moldenke
- Rehdera（西班牙语：Rehdera） Moldenke
- Rhaphithamnus（英语：Rhaphithamnus） Miers
- 假马鞭属 Stachytarpheta Vahl
- Stylodon Raf.
- Tamonea（西班牙语：Tamonea） Aubl.
- Ubochea
- Urbania
- 马鞭草属 Verbena L. – verbenas/vervains
- Verbenoxylum（西班牙语：Verbenoxylum） Tronc.
- Xeroaloysia（西班牙语：Xeroaloysia） Tronc.
- Xolocotzia（英语：Xolocotzia） Miranda

## 已劃分至別科的屬別
下列屬別曾被劃為馬鞭草科，副標題顯示的為新的科級：

### 爵床科
- 海榄雌属 Avicennia L.

### 唇形科
- Amasonia（英语：Amasonia） L.f.
- Brachysola（英语：Brachysola） (F.Muell.) Rye
- 紫珠属 Callicarpa L.
- 莸属 Caryopteris Bunge
- Chloanthes（英语：Chloanthes） R.Br.
- 大青属 Clerodendrum L.
- 绒苞藤属 Congea Roxb.
- Cornutia（英语：Cornutia） L.
- Cyanostegia（英语：Cyanostegia） Turcz.
- Dicrastylis（英语：Dicrastylis） J.Drumm. ex Harv.
- Discretitheca（英语：Discretitheca） P.D.Cantino
- Faradaya（英语：Faradaya） F.Muell.
- 辣莸属 Garrettia H.R.Fletcher
- Glossocarya（英语：Glossocarya） Wall. ex Griff.
- 石梓属 Gmelina L.
- Hemiphora（英语：Hemiphora） (F.Muell.) F.Muell.
- 冬红花属 Holmskioldia Retz.
- Hosea Ridl.
- Hymenopyramis（英语：Hymenopyramis） Wall. ex Griff.
- Kalaharia（英语：Kalaharia (plant)） Baill.
- Karomia（英语：Karomia） Dop
- Lachnostachys（英语：Lachnostachys） Hook.
- Mallophora（英语：Mallophora） Endl.
- Monochilus（英语：Monochilus） Fisch. & C.A.Mey.
- Newcastelia（英语：Newcastelia） F.Muell.
- Oncinocalyx（英语：Oncinocalyx） F.Muell.
- Oxera（英语：Oxera） Labill.
- Peronema（英语：Peronema） Jack
- Petitia（英语：Petitia） Jacq.
- Petraeovitex（英语：Petraeovitex） Oliv.
- Physopsis（英语：Physopsis） Turcz.
- Pityrodia（英语：Pityrodia） R.Br.
- 豆腐柴属 Premna L.
- Pseudocarpidium（英语：Pseudocarpidium） Millsp.
- Pseudocaryopteris（英语：Pseudocaryopteris） P.D.Cantino
- Rotheca（英语：Rotheca） Raf.
- 四棱草属 Schnabelia Hand.-Mazz.
- Spartothamnella（英语：Spartothamnella） Briq.
- 楔翅藤属 Sphenodesme Jack
- 六苞藤属 Symphorema Roxb.
- 柚木属 Tectona L.f.
- Teijsmanniodendron（英语：Teijsmanniodendron） Koord.
- Teucridium（英语：Teucridium） Hook.f.
- 叉枝蕕屬 Tripora P.D.Cantino
- 牡荆属 Vitex L.

### 木樨科
- Dimetra（英语：Dimetra (plant)） Kerr
- 夜花属 Nyctanthes L.

### 列當科
- Asepalum（西班牙语：Asepalum） Marais
- Cyclocheilon（西班牙语：Cyclocheilon） Oliv.
- Nesogenes A.DC.

### 透骨草科
- 透骨草属 Phryma L.

### 密穗草科
- Campylostachys（英语：Campylostachys） Kunth
- Euthystachys（英语：Euthystachys） A.DC.
- Stilbe（英语：Stilbe (plant)） P.J.Bergius
- Thesmophora（英语：Thesmophora） Rourke

## 外部連結
- 维基共享资源上的相關多媒體資源：马鞭草科
- 維基物種上的相關：马鞭草科
- Verbenaceae of Mongolia in FloraGREIF （页面存档备份，存于）
- Verbenaceae （页面存档备份，存于） in BoDD – Botanical Dermatology Database （页面存档备份，存于）
- 馬鞭草科Verbenaceae （页面存档备份，存于） 藥用植物圖像數據庫 (香港浸會大學中醫藥學院) （中文）（英文）